# Кольцо (геометрия)

Кольцо

Кольцо́ (или круговое кольцо) — понятие математики, плоская геометрическая фигура, ограниченная двумя несовпадающими концентрическими окружностями.
Двумерное кольцо — топологический образ замкнутого кольца, ориентируемое двумерное многообразие рода нуль с двумя компонентами края.
Открытое кольцо является топологическим эквивалентом цилиндра {\displaystyle S^{1}\times (0,1)} и проколотой плоскости.
Обобщения: кольцевая область; сферический слой.

## Определение кольца
Кольцо — точечное множество {\displaystyle A} евклидова плоскость {\displaystyle \mathbb {E} ^{2}(w)},  которое можно определить как следующую разность двух концентрических кругов с центром в точке {\displaystyle a}, где уменьшаемое — открытый круг, а вычитаемое — замкнутый круг:
{\displaystyle A=B(a,\,R)\setminus {\bar {B}}(a,\,r),\quad } {\displaystyle 0<r<R},
или сразу как следующее кольцо с центром в начале координат:
{\displaystyle A=\{w\in \mathbb {E} ^{2}\colon \,r<|w|<R,\,0<r<R\}}.
В случае комплексной плоскости {\displaystyle \mathbb {C} (z)} кольцо {\displaystyle A} с центром в начале координат можно определить следующей формулой:
{\displaystyle A=\{z\in \mathbb {C} \colon \,r^{2}<|z|^{2}<R^{2}\}.}
В случае вещественной плоскости {\displaystyle \mathbb {R} ^{2}(x,\,y)} кольцо {\displaystyle S} с центром в начале координат можно определить формулой
{\displaystyle A=\{(x,\,y)\in \mathbb {R} ^{2}\colon \,r^{2}<x^{2}+y^{2}<R^{2}\},}
причём граница этого кольца состоит из двух следующих окружностей:
{\displaystyle A_{r}=\{(x,\,y)\in \mathbb {R} ^{3}\colon \,x^{2}+y^{2}=r^{2}\},}
{\displaystyle A_{R}=\{(x,\,y)\in \mathbb {R} ^{3}\colon \,x^{2}+y^{2}=R^{2}\}.}

## Связанные понятия
Пусть дано кольцо {\displaystyle r<|w|<R}. Внешняя окружность кольца — внешняя граница кольца, окружность радиуса {\displaystyle R}. Внутренняя окружность кольца — внутренняя граница кольца, окружность радиуса {\displaystyle r}. Внешний радиус кольца — радиус внешней окружности {\displaystyle R}. Внутренний радиус кольца — радиус внутренней окружности {\displaystyle r}. Внешний диаметр кольца — удвоенный внешний радиус {\displaystyle D=2R}. Внутренний диаметр кольца — удвоенный внутренний радиус {\displaystyle d=2r}. Средний радиус кольца — среднее арифметическое внешнего и внутреннего радиусов {\displaystyle {\bar {r}}={\frac {R+r}{2}}}. Ширина кольца — разность внешнего и внутреннего радиусов {\displaystyle \Delta r=R-r}.

## Площадь кольца
Площадь кольца, ограниченного внешней окружностью радиуса {\displaystyle R} и внутренней окружностью радиуса {\displaystyle r}, определяется как разность площадей кругов с внешним радиусом и внутренним радиусом:
{\displaystyle S=\pi (R^{2}-r^{2})={\frac {\pi }{4}}(D^{2}-d^{2})}.
Площадь кольца удобно выразить через его ширину и средний радиус по следующей формуле:
{\displaystyle S=\pi (R^{2}-r^{2})=\pi (R+r)(R-r)=2\pi {\frac {R+r}{2}}(R-r)=2\pi {\bar {r}}\Delta r}.

Вычисление площади кольца

Площадь кольца также может быть вычислена путём умножения числа пи на квадрат половины длины самого большого отрезка, лежащего внутри кольца. Это можно доказать через теорему Пифагора — такой отрезок будет являться касательной к кругу меньшего радиуса. Половина длины отрезка с радиусами r и R образуют прямоугольный треугольник. Другими словами, площадь кольца равна площади круга с диаметром, равным этому отрезку.
Случай тонкого кольца. Имеется тонкое кольцо внутренним радиусом {\displaystyle r}, внешним радиусом {\displaystyle R} и шириной кольца {\displaystyle \Delta r=R-r}. Если {\displaystyle \Delta r} очень мало, то есть {\displaystyle \Delta r\ll r}, то площадь такого тонкого кольца приближённо равна {\displaystyle 2\pi r\Delta r} или {\displaystyle 2\pi R\Delta r}. Другими словами, площадь тонкого кольца приближённо равна произведению длины его внутренней или внешней окружности на толщину кольца.
Доказательство. Пусть {\displaystyle R=r+\Delta r} (случай {\displaystyle r=R-\Delta r} аналогичен) и выпишем с этой заменой величину площади тонкого кольца, получим:
{\displaystyle S=\pi ((r+\Delta r)^{2}-r^{2})=\pi (r^{2}+2r\Delta r+(\Delta r)^{2}-r^{2})=}
{\displaystyle =\pi (2r\Delta r+(\Delta r)^{2})\approx 2\pi r\Delta r}.

## В комплексном анализе
Кольцо {\displaystyle \mathrm {ann} (a;r,R)} на комплексной плоскости определяется следующим образом:
{\displaystyle \mathrm {ann} (a;r,R)=\{\,z\in \mathbb {C} \mid r<|z-a|<R\,\}.}
Кольцо является открытым множеством
Если r равно 0, область называется проколотым диском радиуса R вокруг точки a.
Как подмножество комплексной плоскости кольцо может рассматриваться в качестве Римановой поверхности. Комплексная структура кольца зависит только от отношения r/R. Каждое кольцо ann(a; r, R) может быть голоморфно отображено в расположенное в начале координат стандартное кольцо с внешним радиусом 1 с помощью отображения:
{\displaystyle z\mapsto {\frac {z-a}{R}}.}
Внутренний радиус тогда будет r/R < 1.

## Кольцевая область

Кольцевая область

Кольцева́я о́бласть — обобщение понятия геометрического кольца, двусвязная область плоскости, заключённая между двумя замкнутыми жордановыми кривыми, не имеющими общих точек, причём одна кривая охватывает другую.

## Использование понятия кольца

### Ряд Лорана

Круговое кольцо сходимости ряда Лорана

Ряд Лорана (или разложение Лорана) комплексной функции в кольце  — понятие комплексного анализа, раздела математики, представление этой функции в виде степенного ряда, в котором присутствуют слагаемые с отрицательными степенями.
Ряд Лорана можно понимать как обобщение некоторого ряда комплексной функции в окрестности точки {\displaystyle z=z_{0}}, расположенного либо только по целым неотрицательным степеням разности комплексных чисел {\displaystyle z-z_{0}} (степенного ряда), либо только по целым неположительным степеням {\displaystyle z-z_{0}} в следующем виде:
{\displaystyle \sum \limits _{k=-\infty }^{+\infty }c_{k}(z-z_{0})^{k}=\sum \limits _{k=0}^{+\infty }c_{k}(z-z_{0})^{k}+\sum \limits _{k=-1}^{-\infty }c_{k}(z-z_{0})^{k}=}
{\displaystyle =c_{0}+c_{1}(z-z_{0})+c_{2}(z-z_{0})^{2}+\cdots +{\frac {c_{-1}}{z-z_{0}}}+{\frac {c_{-2}}{(z-z_{0})^{2}}}+\cdots }.
Ряд Лорана сходится в круговом кольце. Но множество точек сходимости ряда Лорана может быть больше открытого кольца на некоторое множество точек его границы.

### Неравенство Коши для аналитической функции

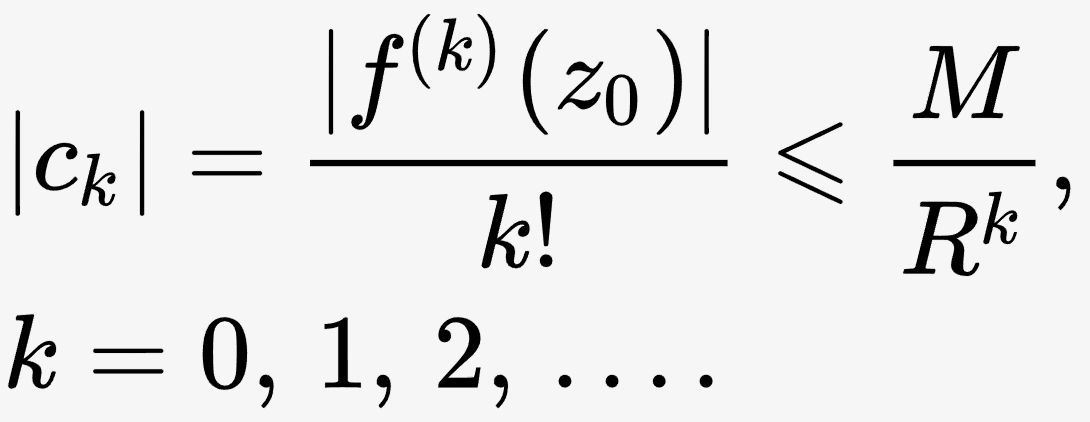
Неравенства Коши. — коэффициент ряда Тейлора функции в точке, — максимум модуля функции на окружности с центром в точке и радиусом

Неравенство Коши — понятие комплексного анализа, раздела математики, неравенство в фиксированной точке комплексной плоскости для модуля производной аналитической функции или для модуля коэффициента разложения этой функции в степенной ряд или в ряд Лорана.
Значение неравенств Коши, играющих существенную роль в теории функций комплексного переменного, состоит в том, что они оценивают производные аналитических функций, хотя и завышенные, используя лишь значение максимума модуля функции.
| Теорема (неравенство Коши). Если аналитическая функция в замкнутом круге радиуса {\displaystyle R} (в открытом кольце) комплексной плоскости имеет максимум {\displaystyle M} своего модуля на границе круга — окружности радиуса {\displaystyle R} (соответственно на любой концентрической окружности радиуса {\displaystyle R} открытого кольца), то модуль любой {\displaystyle k}-й производной не превышает числа {\displaystyle {\frac {Mk!}{R^{k}}}} в центре круга (соответственно в любой точке указанной окружности), а {\displaystyle k}-й коэффициент ряда Тейлора функции (соответственно ряда Лорана функции) не превышает числа {\displaystyle {\frac {M}{R^{k}}}} в центре круга (соответственно в любой точке указанной окружности). |

### Теорема Адамара о трёх кругах
В комплексном анализе теорема Адамара о трёх кругах описывает поведение голоморфной функции.
Пусть {\displaystyle f} аналитична в кольце {\displaystyle r_{1}\leqslant |z|\leqslant r_{3}}. Тогда, если определить вспомогательную функцию {\displaystyle M(r)=\max _{|z|=r}|f(z)|}, то при {\displaystyle r_{1}<r_{2}<r_{3}} будем иметь выполнение неравенства
{\displaystyle \log \left({\frac {r_{3}}{r_{1}}}\right)\log M(r_{2})\leqslant \log \left({\frac {r_{3}}{r_{2}}}\right)\log M(r_{1})+\log \left({\frac {r_{2}}{r_{1}}}\right)\log M(r_{3})}